# Martinianum

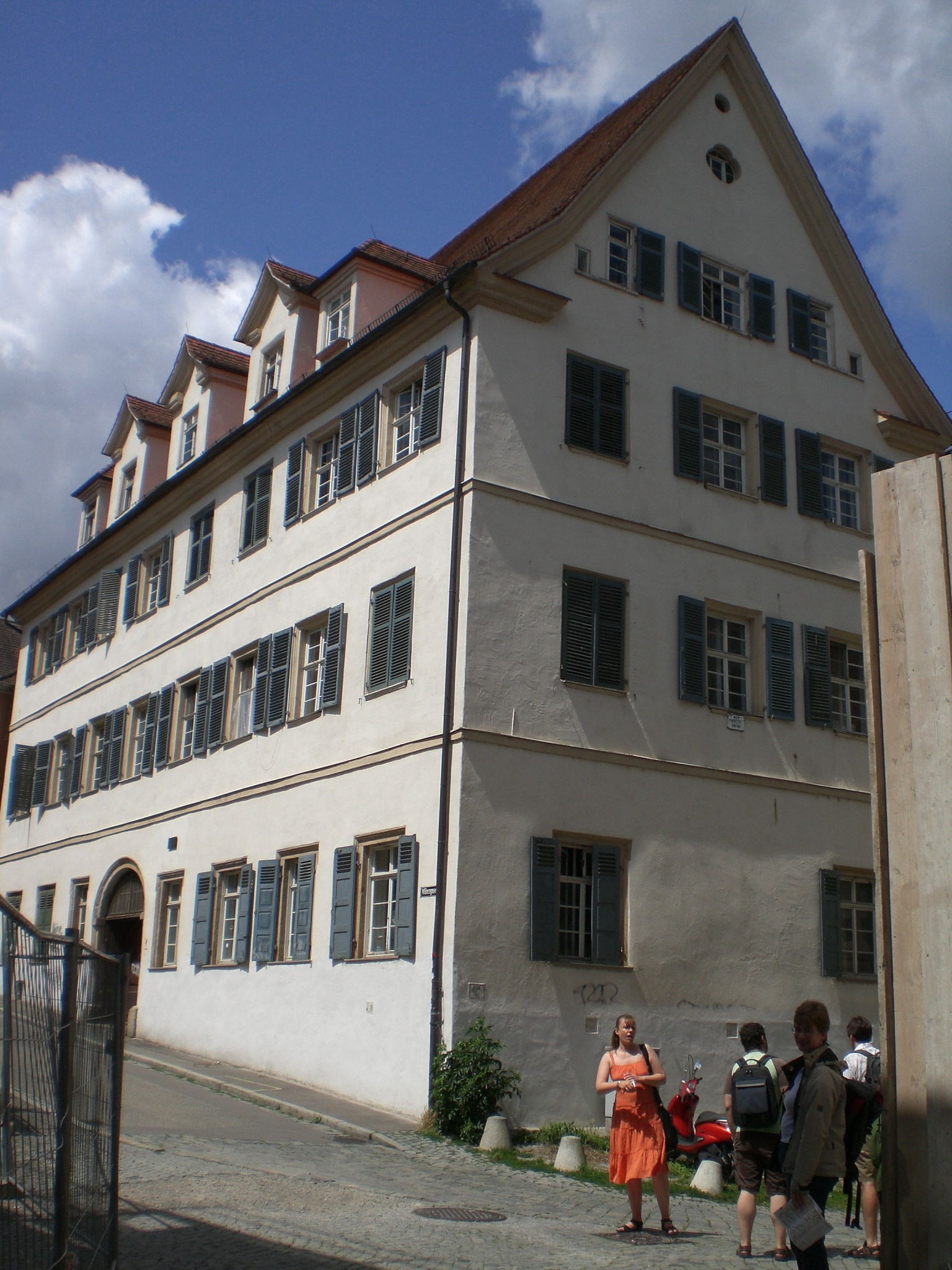
Martinianum, Münzgasse 13

Das Martinianum, auch bekannt als Neuer Bau, ist ein historisches Gebäude in Tübingen, Münzgasse 13.

## Stipendium Martinianum
Georg Hartsesser, ein Stuttgarter Stiftsherr, und der Tübinger Theologieprofessor und Stiftskirchenpfarrer Martin Plantsch stifteten 1509 das Collegium Sanctorum Georgii et Martini, welches unbemittelten Studenten freie Kost und Logie gewährte. Dieses Stipendium Martinianum war die bedeutendste unter den Tübinger Stipendienstiftungen. Es bestand bis zum Verlust des Stiftungsvermögens 1923. Heute steht die Martin-Ficklersche Stiftung in dieser Tradition.
Das erste Collegienhaus für zunächst sieben, ab 1533 bis zu 18 Studenten befand sich in einem Gebäudekomplex Ecke Lange Gasse/Hafengasse. Die von Plantsch 1528 festgesetzten Statuten galten bis Anfang des 18. Jahrhunderts. Da das Martinianum anders als vergleichbare Einrichtungen keine Bediensteten hatte, umfasste das Gemeinschaftsleben der Stipendiaten außer Studieren, Essen und Geselligkeit auch gemeinsame Verantwortung für die Zubereitung der Mahlzeiten, die Reinigung und das Heizen der Stuben.

## Neuer Bau in der Münzgasse
1683 bezog die Stiftung ihren „Neuen Bau“ in der Münzgasse 13. Das gegenwärtige Gebäude wurde von 1662 bis 1665 nach Plänen von Michael Beer errichtet: ein „dreigeschossiger, verputzter Massivbau mit profiliertem Rundbogentor sowie Fensterrahmungen und Stockwerksgesimsen.“ Im Eingangsbereich befindet sich das Epitaph des Gründers Martin Plantsch. Zum Stipendium Martinianum gehörte eine eigene Bibliothek, deren Bestand 1780 an die Universitätsbibliothek überging.
Die Oberaufsicht über den Neuen Bau hatte der Kanzler der Universität zusammen mit einigen Professoren und den Administratoren der Stipendien. Ein älterer Student war als Repetent tätig. Für die Verpflegung war ein Speisemeister zuständig.
Der bekannteste Stipendiat des Martinianums war Justinus Kerner, der während seines Medizinstudiums von 1804 bis 1808 hier wohnte. In seiner Bude traf sich ein Freundeskreis Tübinger Romantiker, die Schwäbische Dichterschule. Eine Gedenktafel erinnert daran; sie ist eine Station der Schwäbischen Dichterstraße.

## Spätere Nutzungen
In der Nachfolge des Stipendium Martinianum wurde das Wohnheim ab 1923 von der Studentenhilfe betrieben. Bekannte Bewohner aus dieser Zeit sind Theodor Eschenburg und der spätere Kultusminister Gerhard Stotz.
Während der NS-Diktatur vermietete das Studentenwerk das Gebäude Münzstr. 13 an die Polizei. Aus dieser Zeit stammt ein vom Holzmarkt aus unter der südwestlichen Fassade der Stiftskirche entlanglaufender und dann in die Münzgasse abbiegender ehemaliger Luftschutzkeller. Gedacht für die Polizei- und Gestapodienststelle im Martinianum und die Bürger der Innenstadt, wurde der Bau des Luftschutzkellers von Zwangsarbeitern geleistet. Nach dem Krieg geriet der Bunker in Vergessenheit und kam erst mit den Schäden an der Stiftskirche wieder ins Bewusstsein. Nachdem der Bunker großenteils mit Beton verfüllt worden war, stabilisierte sich auch die Bewegung der Stiftskirche. Die Polizei nutzte die Räume bis 1976; seither dient das Gebäude, seinem ursprünglichen Zweck entsprechend, wieder als Wohnheim des Tübinger Studentenwerks.